# Мішель Брюне
Міше́ль Брюне́ (фр. Michel Brunet; нар. 6 квітня 1940) — французький палеонтолог і професор Колеж де Франс. У 2001 році Брюне оголосив про відкриття в Центральній Африці черепа і щелепи, що є залишками пізньоміоценового гомініда, що отримав ім'я Тумай. Ці останки, як вважають, передували більш ранньому з відомих гомінідів, Люсі, якій понад три мільйони років.

## Біографія
Брюне народився в 1940 року у департаменті В'єнна, в регіоні Пуату. Провівши свої перші роки в сільській місцевості, у 8 років він разом з родиною переїхав до Версаля. Отримав ступінь доктора філософії в області палеонтології в Сорбонні, а потім став професором палеонтології хребетних в університеті Пуатьє, що спеціалізується на копитних.

### Початок кар'єри
Поворотний момент у кар'єрі Брюне стався тоді, коли він почув, що палеоантрополог Девід Пілбім шукає викопних мавп в Пакистані, предків гомінід. Це стимулювало Брюне сформувати зі своїм колегою Емілем Хайнцом команду з метою пошуку вимерлих мавп на кордоні Пакистану з Афганістаном. Експедиція була невдалою, і ніяких викопних мавп не було знайдено.
У 1980-х роках Брюне і Пілбім вирушають до Африки. Їхня головна ідея була в тому, щоб перевірити теорію Іва Коппена, який стверджував, що гомініди вперше з'явилися в саванах Східної Африки. Головна ідея двох палеонтологів полягала в тому, що береги озера Чад були особливо привабливими і притягували як магніт ссавців і, також, можливо, гомінід. У 1984 році пошуки почалася в Камеруні, але дев'ять, проведених там польових сезонів, завершилися без будь-яких знайдених гомінід.

## Дослідження в Африці
Нова можливість заявити про себе в Брюне з'явилася тоді, коли уряд Чаду дав йому дозвіл на проведення досліджень в Д'юрабській пустелі, яка через громадянську війну в Чаді вже давно була закрита для іноземців. Брюне оперативно сформував французько-чадську палеоантропологічну місію (фр. Mission Paléoanthropologique Franco-Tchadienne чи MPFT), франко-чадський науковий альянс об'єднав Університет Пуатьє, Університет Нджамени і Національний центр підтримки досліджень (CNAR).

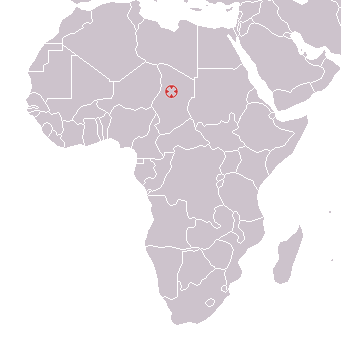
Місцезнаходження знахідки.

Територія зарекомендувала себе як місце багате на викопні рештки, і експедиція, очолювана Брюне, зібрала понад 8000 з них, в тому числі рештки гомінід. 23 січня 1995 було знайдено щелепу віком 3,5 млн років, яку він класифікував як новий вид австралопітека — Australopithecus bahrelghazali. Неофіційно він назвав його Авель, як данину його померлому другові Абелю Брійянсо. Авель був першим викопним гомінідом, знайденим в Західній Африці, радикальної трансформації набула дискусія з раннього розподілу гомінід, адже поки це відкриття не було здійснене, то їх знаходили в Південній і особливо в Східній Африці.

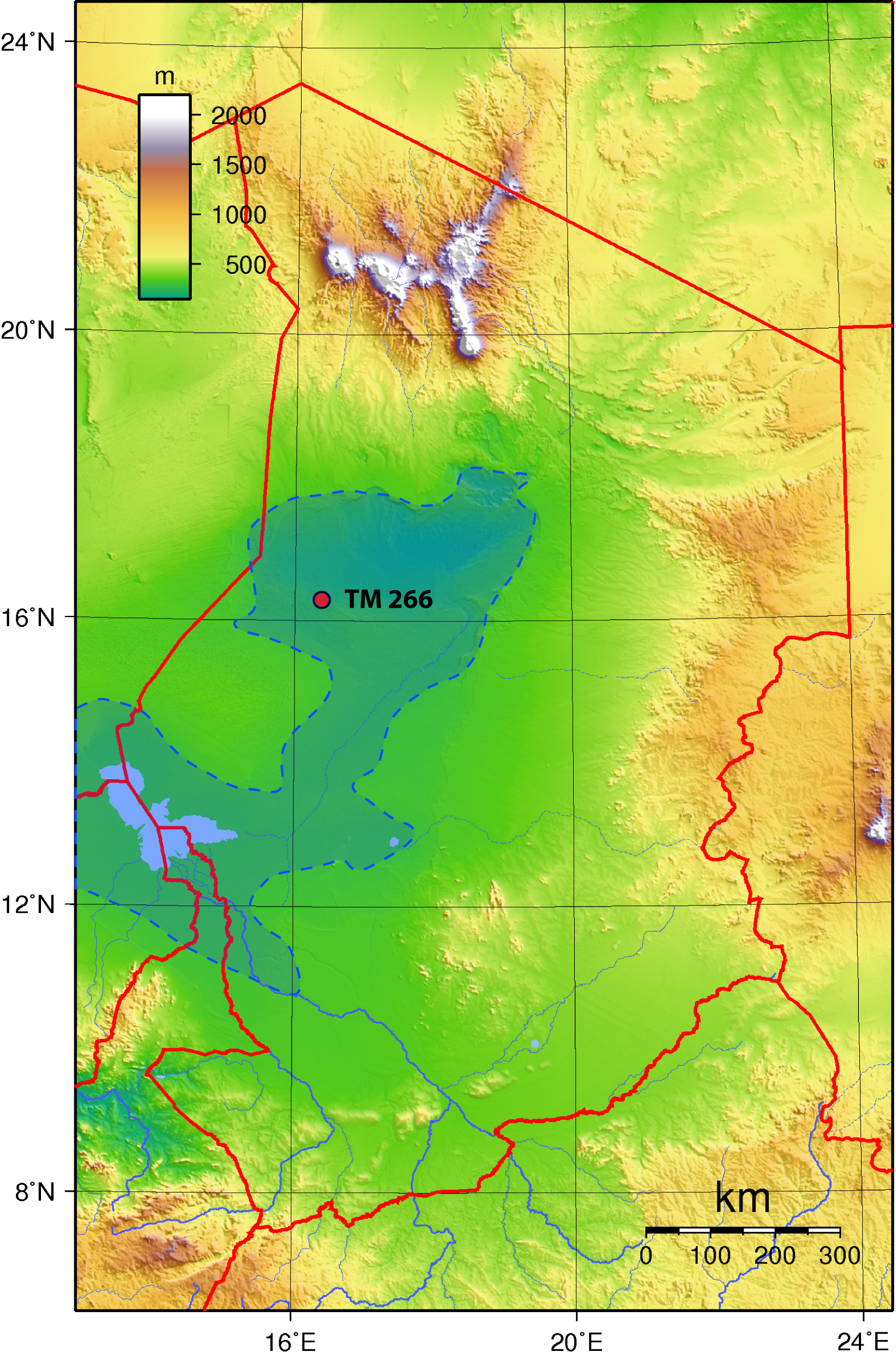
Детальна карта.

У той час як багато говорили про цю знахідку, ще важливіша була зроблена командою Брюне. 19 липня 2001 року чадський студент місії, Аунта Джимдумалбайє (Ahounta Djimdoumalbaye), відкрив майже повний череп, віком від 6 до 7 мільйонів років, який був класифікований Брюне як перший зразок сахельантропа чадського (Sahelanthropus tchadensis). Брюне та інші, як Тім Вайт, глибоко переконані, що ця істота була гомінідом, хоча це заперечується його колегою, Мілфордом Вулпофом, який вважає, що він був мавпою. Інші експерти, як Кріс Стрінгер, стверджують, що цей сахельантроп належить до еволюційної лінії людини. Брюне стверджує, що подальші розкопки розкрили додаткові рештки, які ще раз підтверджують, що сахельантроп був гомінідом, хоча його нові висновки також дискутуються деякими вченими.

### Всесвітнє визнання
Відкриття принесло Брюне світове визнання в області палеоантропології і в 2003 році він був нагороджений премією Дена Девіда, яку отримують ті, чиї досягнення допоможуть краще зрозуміти світ, або вплинути на це.